# Looz-Corswarem

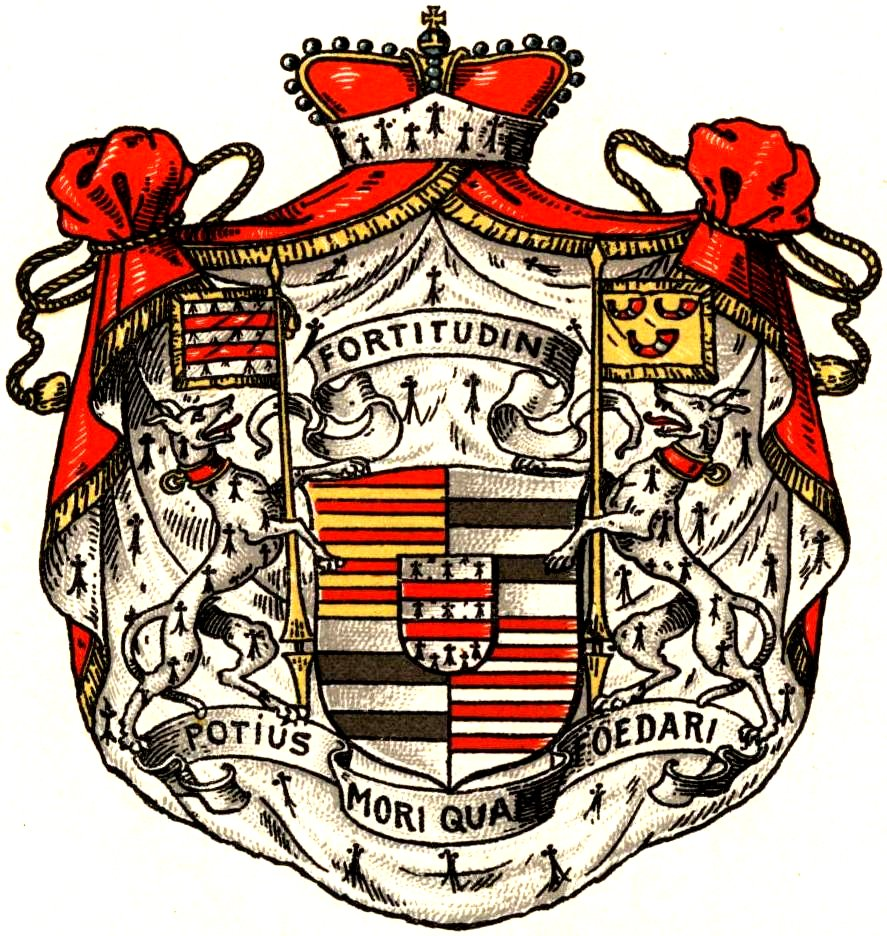
Wappen des Herzogs von Looz-Corswarem

Looz-Corswarem ist der Name eines belgischen Adelsgeschlechts, das dem Hochadel angehört.

## Geschichte
Gilbert Graf von Looz (französisch: Looz, deutsch: Grafschaft Loon) erscheint in Urkunden von 1016 und 1034; er besaß schon die Herrschaft Corswarem. Arnold Graf von Looz, ein Sohn des Grafen Rudolph von Looz, wird in Urkunden von 1092 und 1107 erwähnt. Sein ältester Sohn Arnold stiftete die ältere Linie der Grafen von Looz/Loon, die mit dem Grafen Dieterich II. im Jahre 1367 erlosch, worauf das Hochstift Lüttich die Grafschaft als erledigtes Lehen einzog.
Johann, der zweite Sohn des älteren Grafen Arnold von Looz, bekam von den väterlichen Besitzungen die Herrschaft Corswarem; er war Herr von Ghoer, Nandrin, Fresin und Corswarem; die Familie besteht noch gegenwärtig. Um die Mitte des 13. Jahrhunderts erwarben die Grafen von Looz, durch Heirat der Erbtochter des letzten Herzogs von Nyel, die Grafschaft Nyel unweit Maastricht.
1734 erkannte Kaiser Karl VI. der Linie Corswarem in Ansehung ihrer Abstammung von den reichsunmittelbaren Grafen von Loon den Herzogstitel zu.
Ab dem Jahre 1803 herrschte Herzog Wilhelm Joseph von Looz-Corswarem in Rheine über das für ihn neu gebildete Fürstentum Rheina-Wolbeck. Er erhielt das Fürstentum durch den Reichsdeputationshauptschluss als Entschädigung für seine durch die Französische Revolution und den Ersten Koalitionskrieg in den Österreichischen Niederlanden verlorenen Gebiete. Sein Nachfolger in Rheine wurde Joseph Arnold von Looz-Corswarem. Bereits im Jahr 1806 verlor das Fürstentum seine staatsrechtliche Selbständigkeit, aber das ehemalige Kloster Bentlage und sämtliche Domänengüter blieben im Besitz der Familie, bei dem sie bis 1946 verblieben. Das Geschlecht existiert bis heute in zwei Linien: die ältere, herzogliche Linie in Frankreich, deren Oberhaupt den Titel Herzog und deren Agnaten den Titel Prinz/Prinzessin führen, sowie die jüngere, gräfliche Linie in Belgien und Deutschland.
Andere Mitglieder dieses Geschlechtes sind:
- Charles-Louis-Auguste-Ferdinand-Emmanuel, Duc et Prince de Loz-Corswarem (1716–1784), Herr auf Boudimont und d'Angest, Baron de Mainil, Kgl. preuß. Oberkammerherr[3][4][5]
- Jean Joseph Comte de Looz-Corswarem (1788–1843), Kgl. belg. General der Kavallerie, Senator
- Hippolyte Comte de Looz-Corswarem (1817–1890), Kgl. belg. General der Kavallerie, Militär-Gouverneur der Provinzen Lüttich und Antwerpen, Senator
- Otto Graf von Looz-Corswarem (1906–1985), deutscher Historiker, Archivar u. Leiter der Landesarchivverwaltung Rheinland-Pfalz (1958–1971)
- Clemens von Looz-Corswarem (1947–2022), deutscher Historiker, Archivar u. Leiter des Stadtarchivs Düsseldorf (1988–2012)